# Franz A. Roßmäßler
Franz A. Roßmäßler (* um 1865; † nach 1922) war ein deutscher Chemiker und Autor.
Zur Biografie von Franz A. Roßmäßler ist momentan nichts bekannt.

## Werke
- Verarbeitung des Naphthas oder des Erdöles auf Leucht- und Schmieröle. Wien und Leipzig 1886, 2. vollst. umgearb. Aufl. Wien und Leipzig 1922 (A. Hartlebens chemisch-technische Bibliothek, Bd. 129)
- Toxikologie oder die Lehre von den Giften. Wien 1908
- Die flüssigen Heizmaterialien und ihre Anwendung. Wien 1910

| Personendaten    | Personendaten                |
| ---------------- | ---------------------------- |
| NAME             | Roßmäßler, Franz A.          |
| KURZBESCHREIBUNG | deutscher Chemiker und Autor |
| GEBURTSDATUM     | um 1865                      |
| STERBEDATUM      | nach 1922                    |